# Cosse de genêts

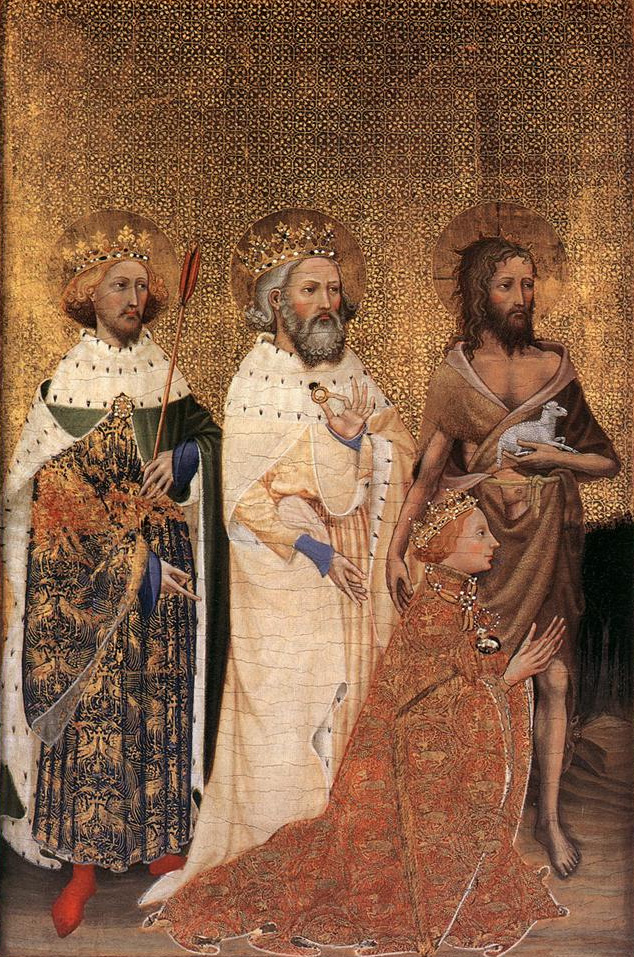
Le roi Richard II d'Angleterre portant le collier de la Cosse de genêts devant ses saints patrons. Volet gauche du diptyque Wilton.

L'ordre de la Cosse de genêts est une récompense créée par le roi Charles VI de France vers 1396, sous la forme d'un collier de livrée. Il ne s'agit pas à proprement parler d'un ordre de chevalerie dans la mesure où cette distinction, dépourvue de statuts, ne constitua pas une confrérie dotée de la personne morale, de biens, de cérémonies et d'officiers comme les ordres contemporains de la Toison d'or, du lac d'amour ou de la Jarretière. D'Arcy Boulton en parle comme d'un nouveau type de distinction : l'ordre à clientèle. Il s'est éteint avec ce roi.
Il faut le rattacher à la tradition de largesses du roi : pour marquer sa faveur le prince avait pour usage d'offrir des vêtements et bijoux à ceux qu'il voulait honorer. Ces cadeaux dénotaient la proximité avec le prince de plusieurs façons : il pouvait s'agir de vêtements qu'il avait porté à une occasion fameuse, d'objets portant ses couleurs ou ses emblèmes. C'est à cette dernière catégorie que semble s'apparenter la cosse de genêt : elle avait été utilisée comme devise pendant la minorité de Charles VI et resta, avec le cerf-ailé son emblème non héraldique préféré. Charles VI prit donc l'habitude de marquer sa faveur en distribuant des bijoux portant cette devise. Le plus fréquent fut un collier composé d'une alternance de fleurs et de doubles-cosses de genêts. 
Les récipiendaires se recrutèrent surtout à la cour royale et parmi les princes. Par son statut particulier, l'ordre ne connait pas de règles d'attribution. Le roi le distribua avec une certaine parcimonie, refusant de voir sa devise personnelle trop largement diffusée. On trouve dans ses rangs de quelques-uns des plus influents personnages de l'époque, comme Richard II d'Angleterre, Jean de Cambrai, le duc d'Orléans, etc.
Un exemplaire de broche à la devise de la Cosse de genêt de Charles VI est conservé au trésor de la cathédrale de Barcelone.